# Нафтоналивний термінал
Нафтоналивни́й терміна́л (рос. нефтеналивной терминал; англ. oil loading terminal, нім. Rohölanlegestelle f, Rohölliegeplatz m) – комплекс споруд і пристроїв, призначених для підходу, швартування, стоянки і проведення вантажних операцій нафтоналивних суден (танкерів). Застарілий синонім – нафтоналивний причал.
Нафтотермінал морський (рос. нефтетерминал морской; англ. sea oil terminal; нім. maritimer Erdölterminal m) – комплекс берегового нафтотерміналу і розміщеного в морі нафтоналивної пристані-буя, що з’єднані нафтопроводом, укладеним на дно моря.

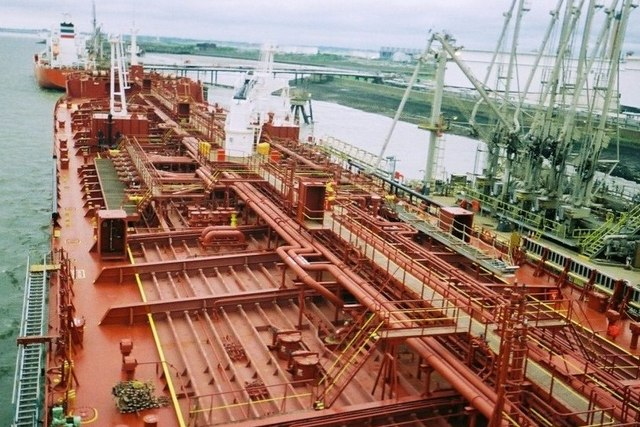
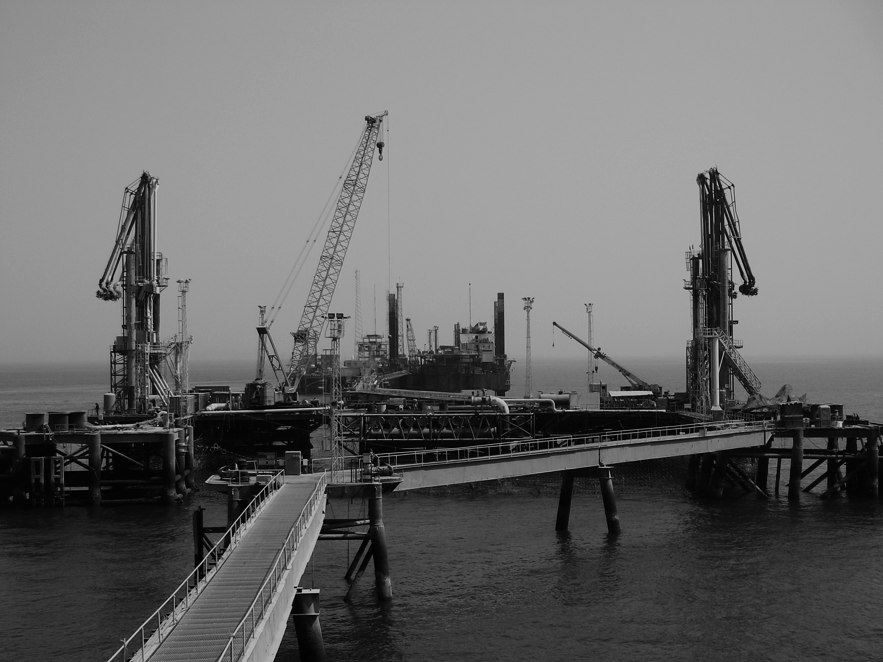
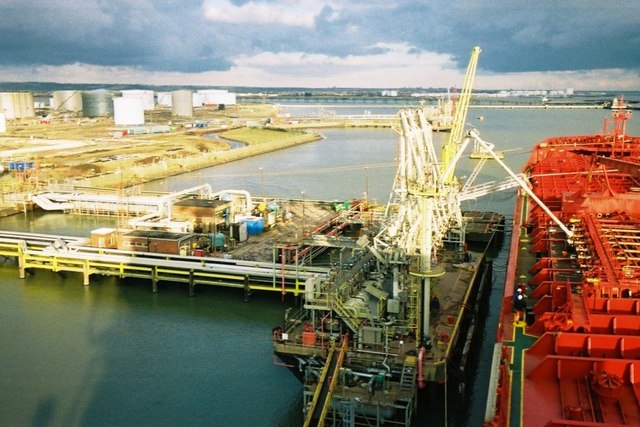
Khawr Al Amaya Oil Terminal in the Northern Persian Gulf
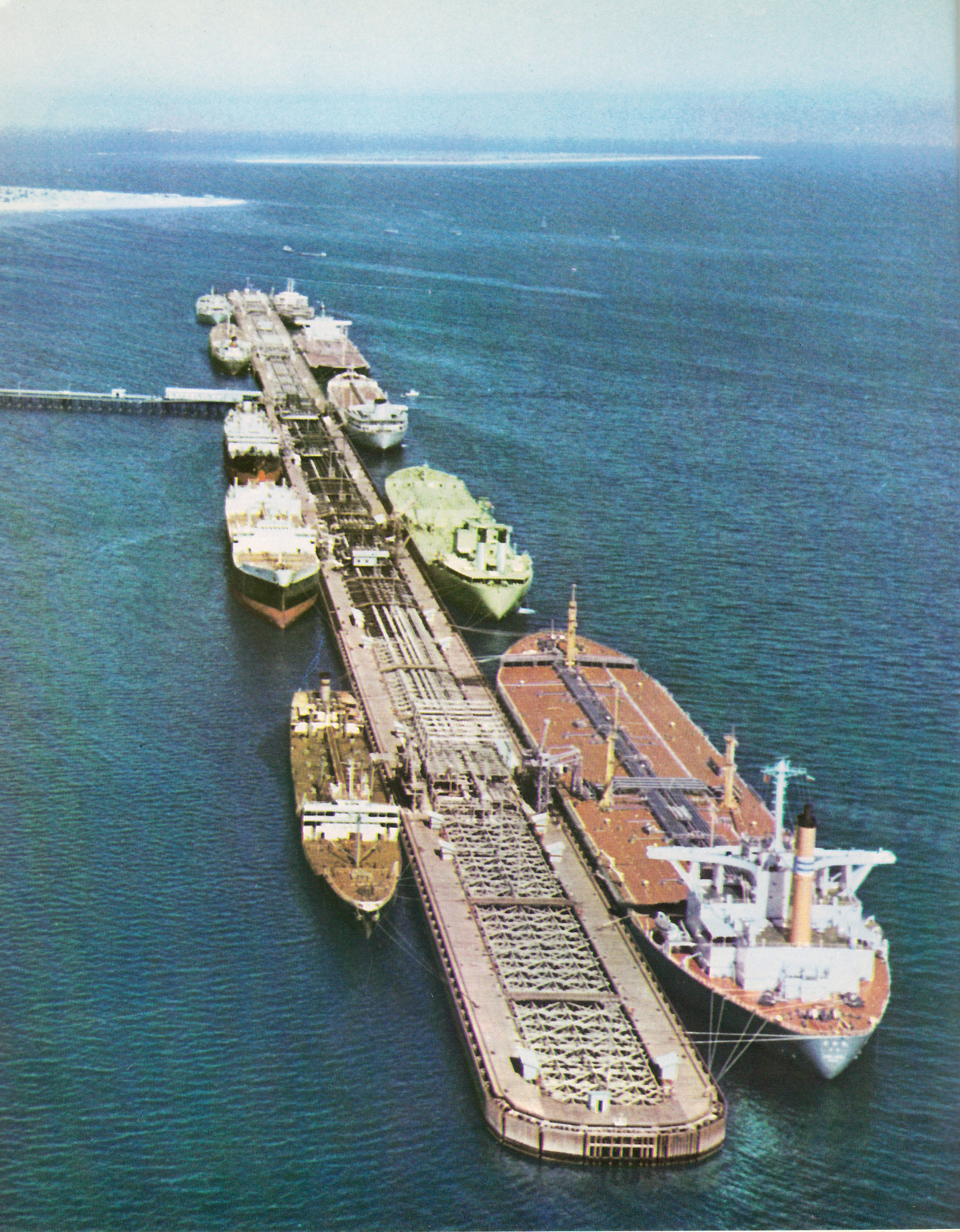